# 伊澤拉山脈

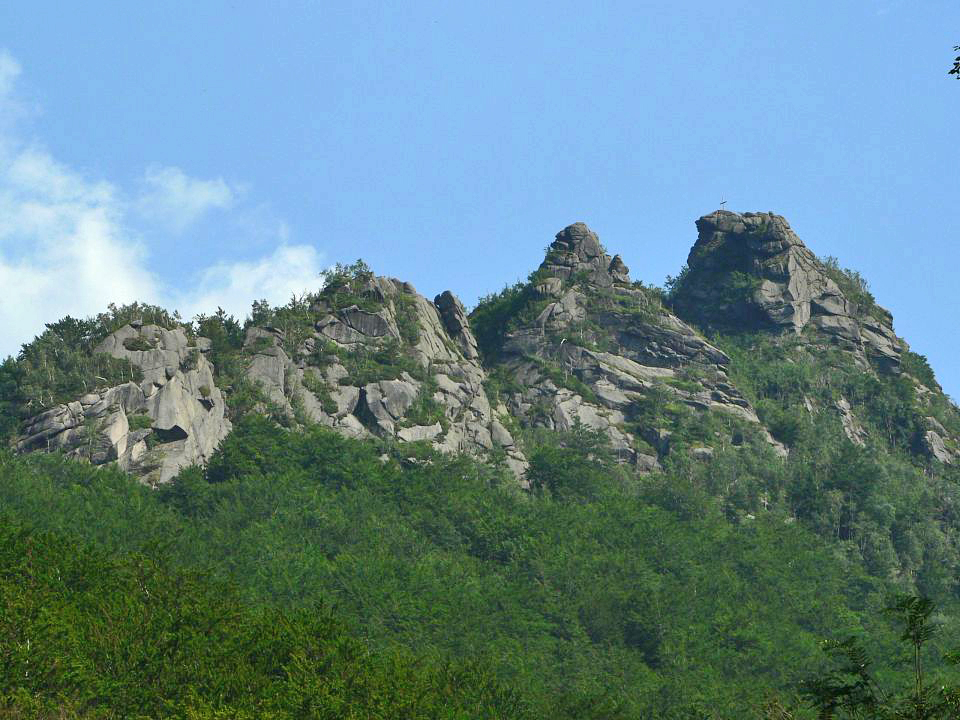

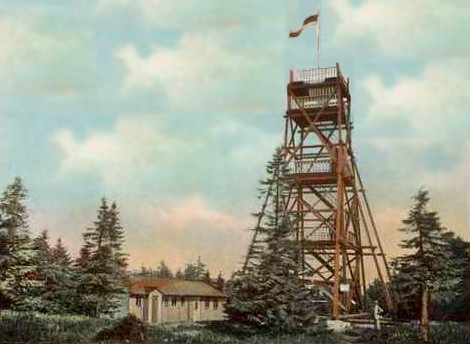

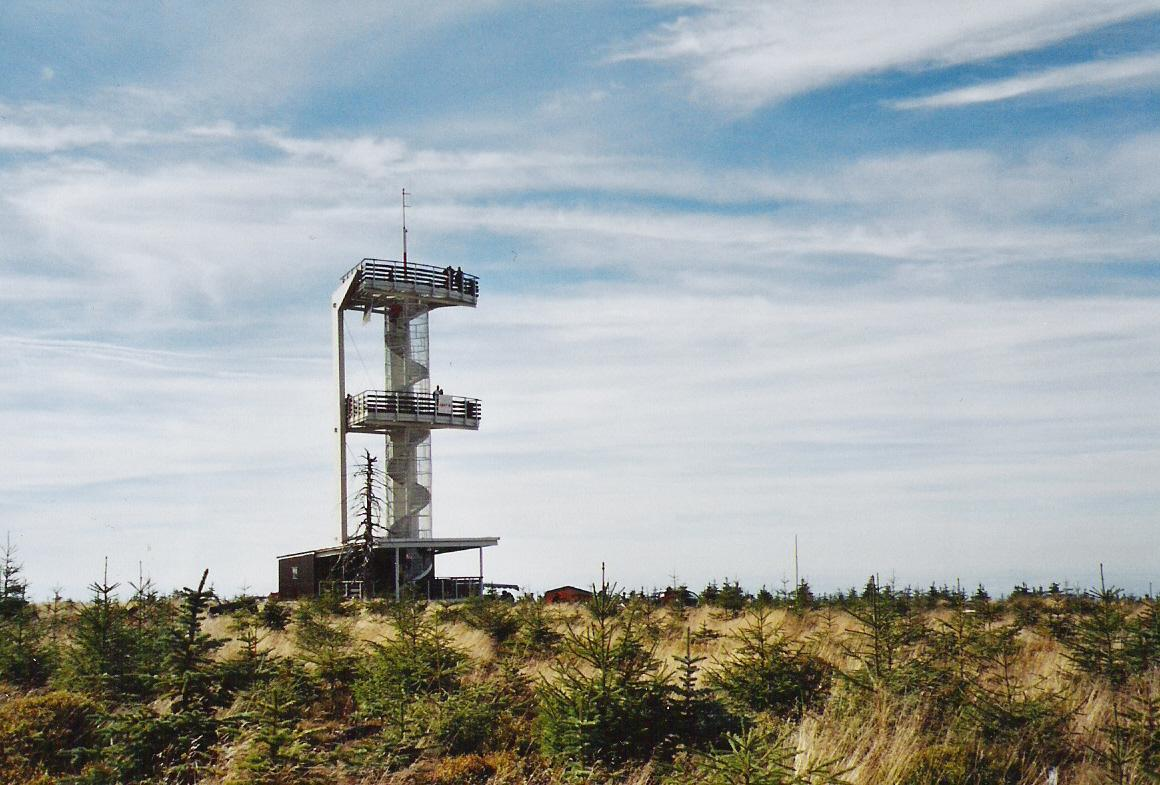

伊澤拉山脈（捷克语：Jizerské hory；波兰语：Góry Izerskie；德语：Isergebirge；英语：Jizera Mountains）是歐洲中部的山脈，位於捷克和波蘭之間接壤的邊境，最高點海拔高度1,127米，由花崗岩和玄武岩組成的山體在2.5億年前形成。

## 外部連結
- Photos of Jizera Mountains
- （捷克文） Jizerskehory.cz
- （德文） The Jizera Mountains throughout time （页面存档备份，存于）
- （英文） The Jizera Mountains 3D Photos gallery